# Mare Imbrium
Mare Imbrium (latim: "Mar de Chuvas") é um vasto mare lunar, criado quando uma grande quantidade de lava encheu a gigantesca cratera formada na região da Lua onde se encontra, após o impacto de um objeto celeste com esta superfície há milhões de anos. Sua existência é calculada entre 3000 a 4500 milhões de anos.

## Características
Os 'mares lunares' tem poucos pontos de relevo e referências porque a lava solidificada encheu as crateras e formou uma superfície relativamente plana nestas regiões. Mare Imbrium não é tão plano quanto era originalmente, porque eventos mais recentes de geologia alteraram sua superfície. Com um diâmetro de 1 145 km², é o segundo 'mare' em tamanho do satélite, atrás apenas de Oceanus Procellarum, e o maior deles associado a uma bacia de impacto.
A bacia Imbrium é rodeada por três concêntricas cadeias de montanhas, erguidas pelo colossal impacto que escavou a grande cratera. A parte mais externa da cadeia tem 1 300 km de comprimento e é dividida em três seções rochosas: Montes Carpatus ao sul, Montes Apenninus no sudoeste e Montes Caucasus no leste. A cadeia não é bem desenvolvida para o norte e para o oeste da bacia, aparentemente não tendo se erguido tão alto nestas regiões pelo impacto que causou a Imbrium quanto nas outras. A cadeia  mais externa se ergue a cerca de 7 km de altura sobre a superfície de Imbrium e acredita-se que o material que forma o 'mare' nela tenha cerca de 5 km de profundidade, dando à bacia um total de 12 km de profundidade.
Cercando a bacia está uma região coberta de ejecta expelida pelo impacto, estendendo-se por cerca de 800 km ao redor; também a rodeiam uma série de sulcos radiais chamadas de esculturas de Imbrium e que tem sido cientificamente interpretadas como sulcos cortados na superfície lunar por grandes projéteis rochosos expelidos da bacia em ângulos rasos, de maneira que eles roçaram pela superfície de Imbrium, arando estas marcas. Na região da superfície lunar exatamente oposta  ao Mare , existe uma grande área de terreno caótico que se supõe tenha sido formado devido às ondas de choque transmitidas pelo interior do satélite até o outro lado, pelo impacto que causou a escavação de Imbrium.

## Nome
Como muitos de outros "maria",[i]  Mare Imbrium foi assim batizado por Giovanni Riccioli, cuja nomenclatura de 1651 tornou-se padrão. O nome mais antigo conhecido para este "mare " era "O Santuário de Hécate"; Plutarco relata que os gregos antigos deram este nome ao maior dos "buracos e abismos" na Lua, acreditando ser o lugar onde as almas dos falecidos eram atormentados. Por volta de 1600, William Gilbert fez um mapa da Lua em que nomeia Mare Imbrium "A Grande Região Oriental". Michael van Langren, em 1645, o nomeia como "Mare Austriacum" (Mar Austríaco).

## Observação e exploração

### Pouso soviético não-tripulado

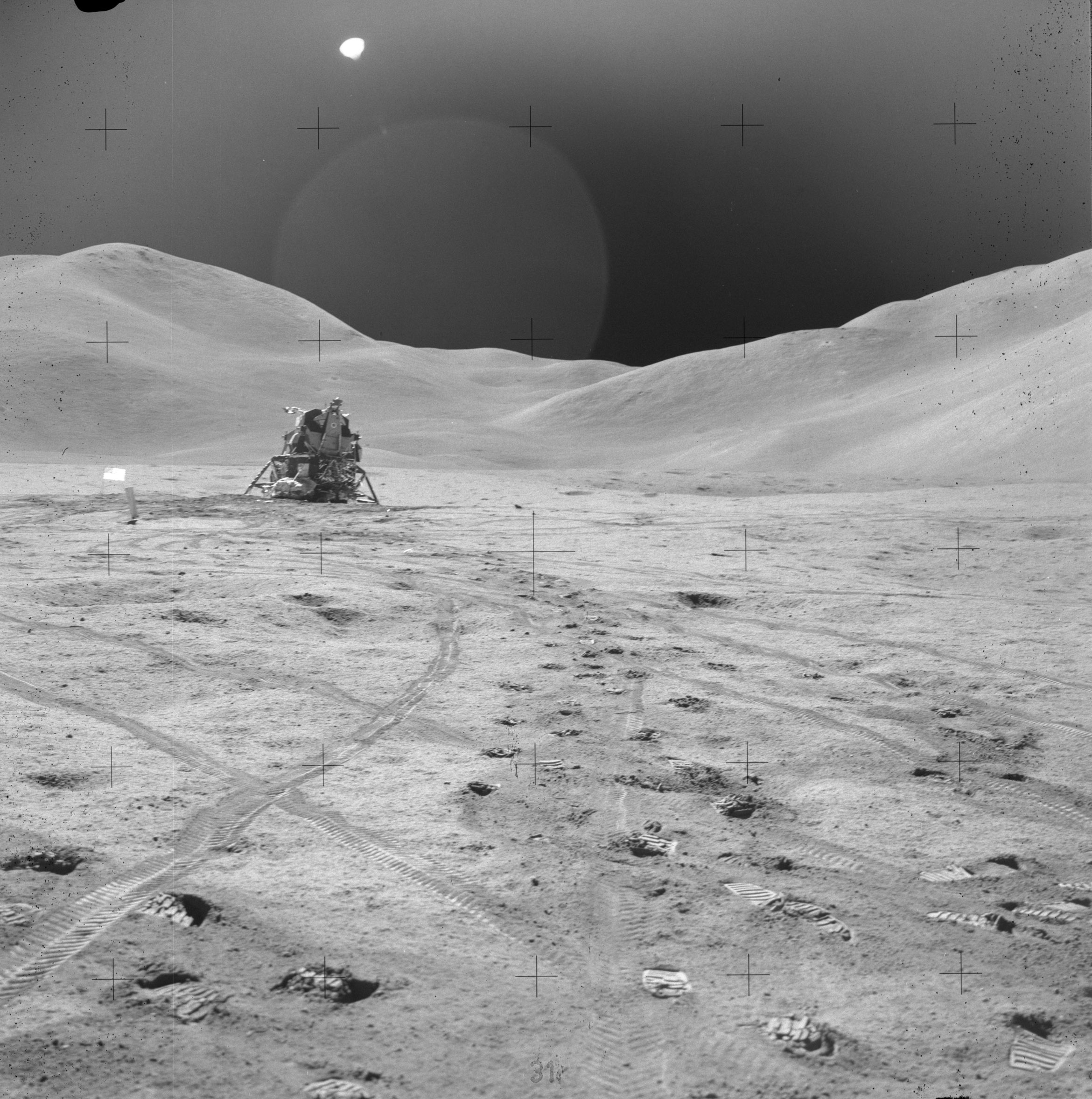
O módulo lunar Falcon da Apollo 15 em Hadley–Apennine, no extremo oriental de Mare Imbrium

Mare Imbrium é visível a olho nu da Terra. Em 17 de novembro de 1970, a sonda soviética Luna 17 pousou em Imbrium, nas coordenadas 38,28 N 35,00 W. A sonda espacial carregava o rover Lunokhod 1, o primeiro rover a andar na Lua. Comandado por controle remoto, ele cumpriu uma missão de exploração da área por vários meses.

### Pouso tripulado norte-americano
Em julho de 1971, a Apollo 15 pousou no sudoeste de Imbrium, local conhecido como Hadley–Apennine. Os astronautas David Scott e James Irwin passaram três dias na superfície da Lua, incluindo 18 horas e meia fora do módulo lunar em atividades extraveiculares. A tripulação explorou a área usando o primeiro jipe lunar e retornando à Terra com 77 kg de material da superfície lunar. Eles também deixaram no sol uma pequena escultura de 8,5 cm, Astronauta Caído, junto a uma placa com o nome dos astronautas e cosmonautas que até ali haviam perdido a vida durante a exploração espacial.

### Impacto de 2013
Em 17 de março de 2013, um objeto do tamanho de uma pedra com uma massa de 40 kg colidiu contra a superfície de Imbrium a cerca de 80000 km/h, liberando uma energia equivalente a 5 toneladas de TNT, e explodiu num clarão de magnitude aparente 4.  A cratera formada é calculada com uma extensão de 20 m. Este foi o impacto mais luminoso já registrado na Lua desde que eles começaram a ser monitorados por uma equipe da NASA em 2005.

### Pouso chinês não-tripulado

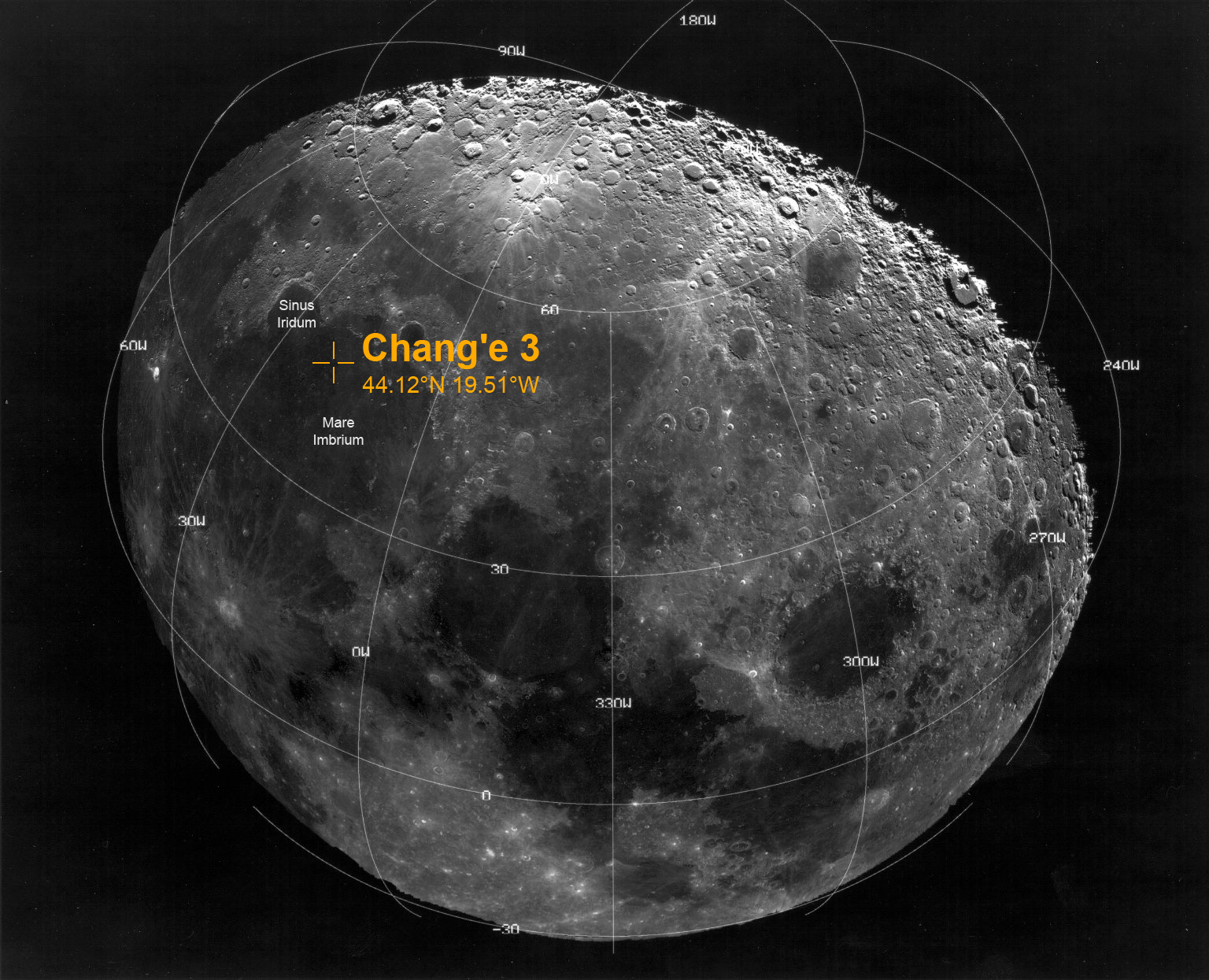
Local do pouso da Chang'e 3.

Em 14 de dezembro de 2013, a sonda chinesa Chang'e 3 pousou em Mare Imbrium, cerca de 40 km ao sul da cratera Laplace A, nas coordenadas 44,1260°N 19,5014°W, na entrada de Sinus Iridum, a baía de lava balsática no noroeste do mare. Sete horas e 24 minutos depois, a sonda colocou o rover Yutu na superfície de Imbrium. Uma das missões da Chang'e 3 será tentar a primeira medição direta da estrutura do solo lunar até uma profundidade de 30 m e investigar a estrutura da crosta lunar até centenas de metros de profundidade.

## Nota
- ↑i  plural de "mare"